# Przechlewo (gmina)
Pour les articles homonymes, voir Przechlewo.
La gmina de Przechlewo est une commune rurale de la voïvodie de Poméranie et du powiat de Człuchów. Elle s'étend sur 243,88 km² et comptait 6.158 habitants en 2006. Son siège est le village de Przechlewo qui se situe à environ 19 kilomètres au nord-ouest de Człuchów et à 110 kilomètres au sud-ouest de Gdańsk, la capitale régionale.

## Villages
La gmina de Przechlewo cpomprend les villages et localités de Czosnowo, Dąbrowa Człuchowska, Dobrzyń, Dolinka, Garbek, Jarzębnik, Jemielno, Kleśnik, Koprzywnica, Krasne, Lipczynek, Lisewo, Łubianka, Miroszewo, Nowa Brda, Nowa Wieś Człuchowska, Nowiny, Pakotulsko, Pawłówko, Płaszczyca, Przechlewko, Przechlewko-Leśniczówka, Przechlewo, Rudniki, Sąpolno, Suszka, Szczytno, Szyszka, Trzęsacz, Wandzin, Wiśnica, Zawada, Zdrójki et Żołna.

## Gminy voisines
La gmina de Przechlewo est voisine des gminy de Człuchów, Koczała, Konarzyny, Lipnica et Rzeczenica.

## Jumelage
- Brokstedt (Allemagne) depuis le 25 juin 2016[1]